# Доміції (рід)

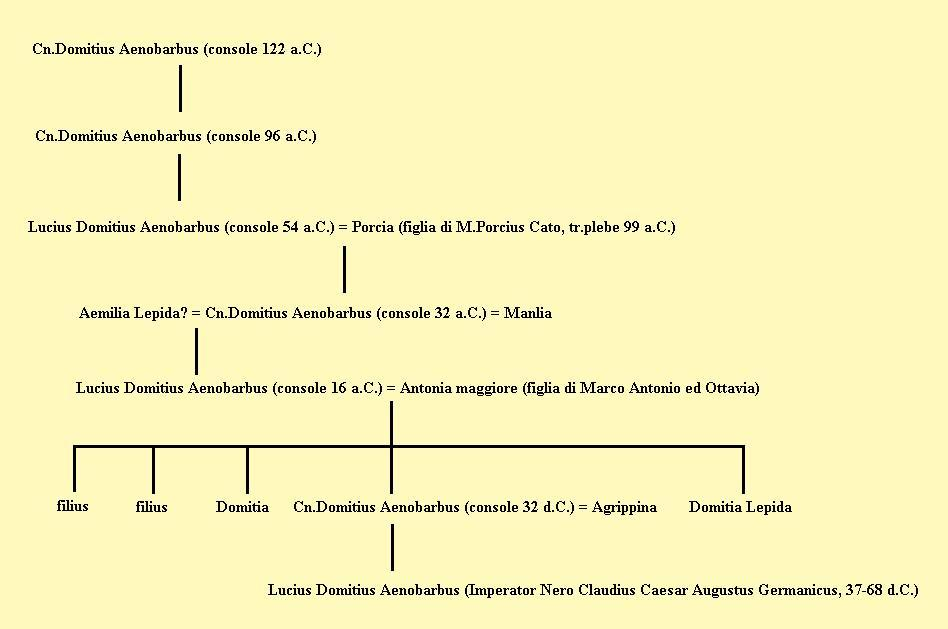
Генеалогія Доміцієв Агенобарбів

Доміції - впливовий плебейський, а згодом патриціанський рід періоду пізньої Республіки та принципату. Його представники були консулами 12 разів, цензорами 2 рази, 1 раз імператорами. Ними побудова перша римська дорога в Галлії - віа Доміція. Когноменами роду були Агенобарб та Калвін.

## Найвідоміші Доміції
- Гней Доміцій Калвін, консул 332 року до н.е.
- Гней Доміцій Калвін Максим, консул 283 року до н.е., переможець сенонів, бойєв, етрусків, 1-й пензор-плебей у 280 році до н.е.
- Гней Доміцій Агенобарб, консул 192 року до н.е.
- Гней Доміцій Агенобарб, консул 167 року до н.е., брав участь у македонському поході.
- Гней Доміцій Агенобарб, консул 122 року до н.е., переможець аллоброгів та арвенів, побудував віа Доміція.
- Гней Доміцій Агенобарб, консул 96 року до н.е., цензор 92 року до н.е.
- Луцій Доміцій Агенобарб, консул 94 року до н.е., прихильник Луція Сулли.
- Гней Доміцій Калвін, консул 53 та 40 років до н.е., легат Гая Юлія Цезаря, придушив повстання церретанів в Іспанії.
- Гней Доміцій Агенобарб, консул 32 року до н.е.
- Луцій Доміцій Агенобарб, консул 16 року до н.е., прихильник Гнея Помпея Великого.

Луцій Доміцій Агенобарб (інакше Нерон) - Римський імператор з 54 до 68 року.
- Гней Доміцій Корбулон, консул-суффект 39 року, військовик часів імператорів Клавдія та Нерона, переможець парфян.
- Доміція Лепіда, мати імператриці Мессаліни.
- Доміція Лонгіна, дружина імператора Доміціана.
- Доміція Калвіна, мати імператора Марка Аврелія Антоніна.
- Доміція Доміціан, римський узурпатор в Єгипті часів імператора Діоклетіана.